# 富川澈夫
富川 澈夫 （とみかわ すみお、1941年1月11日 - 没年不明）は、日本の俳優。本名は同じ。
東京市（現・東京都）出身。六月劇場を経て、サヴァーグループに所属していた。

## 来歴・人物
実相寺昭雄作品の出演や、同じ六月劇場出身の岸田森との共演も多い。
1970年代のテレビドラマに多数出演し、陰湿な悪役や、屈折した青年の役を数多く演じた。その一方で、心優しい青年の役まで幅広くこなした個性派バイプレイヤーである。
1969年10月から1970年8月までTBSラジオにて『夜のバラード』のパーソナリティを、藤田とし子と共に担当していたこともある。
1981年頃には"富田浩史"名義で活動していた。
2012年に日本映画専門チャンネルで『赤頭巾ちゃん気をつけて』が放送された際の岡田裕介（東映会長=当時）へのインタビューにて「富川は故人である」と言及されているが、没年は不明。2016年12月には映像コンテンツ権利処理機構に「放送番組に出演された富川澈夫様をさがしています」（大河ドラマ『春の波涛』）という募集が掲載された。

## 出演作品

### テレビドラマ
- テレビ指定席 / 汚れた小さな手（1962年、NHK）
- おかあさん（1964年、TBS）
- 新選組血風録 第16話「襲撃木屋町二條」（1965年、NET / 東映） - 新選組隊士・牧平馬
- これが青春だ（1966年 - 1967年、NTV / 東宝 / テアトルプロ）- 田代
- 若者たち 第21回「合理化」（1966年、CX）
- 東芝日曜劇場 限りある日を愛に生きて（1967年、TBS）
- 泣いてたまるか 第34話「ウルトラおやじとひとりっ子」（1967年、TBS） - 床屋の息子・勇二
- 木下恵介アワー / もがり笛（1967年、TBS）
- でっかい青春（1967年、NTV / 東宝）- 加賀信一
- 三匹の侍 第5シリーズ 第22話「燃える」（1968年、CX） - 数馬
- 帰って来た用心棒 第15話「暁に待つ」（1968年、NET） - 勇作
- NHK劇場 / 愛された人々（1968年、NHK）
- おやじとオレと（1969年、NTV）
- 天を斬る 第3話「待ち伏せ」（1969年、NET / 東映） - 村越新八郎
- 新平四郎危機一発 第6話「まぼろしの女」（1969年、TBS） - GSブルースパロウズのボーカル・玉城しげる
- ポーラテレビ小説 / パンとあこがれ（1969年、TBS）
- ファミリー劇場 / めぐり逢い（1970年、NTV）
- 輪島恋歌（1971年、TBS）
- 軍兵衛目安箱 第19話「密告」（1971年、NET / 東映） - 伍平
- 大江戸捜査網 第68話「十手をすてた男」（1972年、12ch） - 青山秀之助
- ウルトラマンA 第22話「復讐鬼ヤプール」（1972年、TBS / 円谷プロ） - 坂井次郎 / 宇宙仮面
- 連続テレビドラマ（CBC）
  - 落葉樹（1972年）
- 超人バロム・1 第28話「魔人クビゲルゲが窓からのぞく!!」（1972年、YTV / 東映） - 影小路公彦 / クビゲルゲ
- トリプルファイター 第22話「帰ってきたガス博士」（1972年、TBS / 円谷プロ）- 草下京介
- 緊急指令10-4・10-10 第26話「非行少女カオリ」（1972年、NET / 円谷プロ）- 野末豊
- 木枯し紋次郎 第2部 第7話「海鳴りに運命を聞いた」（1972年、CX / C.A.L）- 清三郎
- ファイヤーマン 第6話「遊星ゴメロスの秘密」（1973年、NTV / 円谷プロ）- 竹原博士
- ロボット刑事 第26話「バドー火星に死す!!」（1973年、CX / 東映）- 霧島ジョージ / バドー
- 太陽にほえろ!（NTV / 東宝）
  - 第71話「眠りの中の殺意」（1973年）- 中村一夫
  - 第118話「信じあう仲間」（1974年）- 大高秀雄
  - 第239話「挑発」（1977年）- 長尾
  - 第257話「山男」（1977年）- 森山治
  - 第280話「狼」（1977年）- 北条毅
  - 第342話「何故」（1979年）- 北野清行（石田守）
  - 第646話「うそ」（1985年） - 宮本浩
  - 第670話「ドック潜入! 泥棒株式会社」（1985年） - 柴崎武
- 唖侍鬼一法眼（1973年、NTV）
- 銭形平次（CX / 東映）
  - 第404話「憎まれっ子」（1974年） - 喜助
  - 第551話「花と泥」（1976年） - 佐和吉
  - 第576話「人情寄席ばやし」（1977年） - 花川戸助八
  - 第617話「おゆき」（1978年） - 太一
  - 第720話「消えぬ傷あと」（1980年） - 代七 ※富田浩史名義
- おしどり右京捕物車 第16話「闇（やみ）」（1974年、ABC） - お役者 常
- ぶらり信兵衛 道場破り 第49話「いもうと」（1974年、CX） - 竹二郎
- 事件狩り（1974年、TBS）
- 座頭市物語 第15話「めんない鴉の祭り唄」（1975年、CX） - 卯之吉
- 俺たちの旅 第9話「男はいつか愛を知るのです」（1975年、NTV / ユニオン映画）- 寺田
- 俺たちの勲章 第1話「射殺」（1975年、NTV / 東宝）- 高岡
- 長崎犯科帳 第19話「呪いの連発銃」（1975年、NTV / ユニオン映画） - 大村純旦
- 破れ傘刀舟 悪人狩り 第67話「初姿おんな鉄火纏」（1976年、NET / 三船プロ） - 堀田又七郎
- 痛快!河内山宗俊 第16話「夜明けに消えた男星」（1976年、CX） - 高濱右京之介
- 必殺シリーズ（ABC / 松竹）
  - 必殺からくり人・血風編 第8話「帰らぬ愛に泣く紅い旅」（1976年） - 椿左近
  - 必殺仕事人 第22話「登城する大名駕籠はなぜ走るのか?」（1979年） - 大田原和之
- 大都会 闘いの日々 第25話「アバンチュール」（1976年、NTV / 石原プロ）- 谷口（潮会幹部）
- 桃太郎侍 （NTV / 東映）
  - 第5話「ああ・涙のつばめ返し」（1976年） - 河井英介
  - 第86話「大当り貧乏くじ」（1978年） - 市松
  - 第202話「大江戸翔んでる女たち」（1980年） - 近海屋徳次郎 ※富田浩史名義
  - 第239話「恋って奴ァむずかしい!」（1981年） - 徳次郎 ※富田浩史名義
- 遠山の金さん 杉良太郎版 第69話「お白州に小判の雨が降る!」（1977年、NET/東映） -銀次郎
- いろはの"い" 第25話「スキャンダル」（1977年、NTV / 東宝） - 山中カズオ
- 森村誠一シリーズ『腐蝕の構造』第1話（1977年、MBS） - 沢国夫
- 華麗なる刑事 第19話「ロックンローラーは狼の匂い」（1977年、CX / 東宝） - 凶悪バンドのリーダー格の男
- 横溝正史シリーズII 『仮面劇場』（1978年、MBS / 東宝） - 甲野静馬
- スターウルフ 第10話「宇宙を燃やす大激戦」（1978年、YTV / 円谷プロ） - ササール星宇宙港基地隊員
- 同心部屋御用帳 江戸の旋風IV 第10話「岡っ引の娘」（1979年、CX / 東宝） - 千太
- 半七捕物帳 第10話「張子の虎」（1979年、ANB / 歌舞伎座テレビ） - 吉助
- 大捜査線 第5話「ひとりだけの密月旅行」（1980年、CX / ユニオン映画） - タテヤマ
- 警視-K 第1話「そのしあわせ待った!」（1980年、NTV） - 上山久志　※富田浩史名義で出演
- 走れ!熱血刑事 第20話「謎の失踪者」（1981年、ANB / 勝プロ） - 笠原サトシ　※富田浩史名義で出演
- プロハンター 第9話「怪盗VS.探偵」（1981年、NTV / セントラル・アーツ） - タツミ（社長秘書）　※富田浩史名義で出演
- 連続テレビ小説 /  本日も晴天なり （1981年、NHK） - 川西　※富田浩史名義で出演
- 鬼平犯科帳（ANB / 中村プロ / 東宝）
  - 第2シリーズ 第5話「あきれた奴」（1981年） - 雨畑の紋三郎　※富田浩史名義で出演
  - 第3シリーズ 第4話「雨乞い庄右衛門」（1982年） - 破目の伊太郎
- 女捜査官 第6話「赤い暴走族・血の復讐」（1982年、ABC） - テラオカタケシ
- ザ・サスペンス / 白い誘惑（1984年、TBS）
- 私鉄沿線97分署 第18話「あんたが悪い!? モテモテマン!!」（1985年、ANB / 国際放映） - 木下
- 大河ドラマ / 春の波涛（1985年、NHK） - 小山内薫
- 銭形平次 第23話「五年ぶりの給金」（1987年、NTV / ユニオン映画） - 荒木左内
- 金田一耕助の傑作推理 第8作「殺人鬼」（1988年、TBS）
- NEWジャングル 第23話「瀬戸大橋・忍ぶ愛」（1988年、NTV / 東宝）- 野口
- 鬼平犯科帳 第2シリーズ「雨乞い庄右衛門」（1991年、CX / 松竹） - 破目の伊太郎
- 鞍馬天狗 第十八話「兄を斬れ! 無情の掟」（1991年、TX / 松竹） - 平岡忠太郎
- 土曜ワイド劇場（1991年、ANB）
  - 松本清張作家活動40周年記念ドラマ 一年半待て（松竹）- 高森英之助
  - 牟田刑事官事件ファイル 第15作「神戸横浜 港町連続殺人」 - 水原刑事
- 月曜ドラマスペシャル / 湯けむり中居純情日記 第3作（1994年、TBS）

### ラジオ
- 夜のバラード（1969年 - 1970年、TBSラジオ）

### 映画
- 仇討（1964年11月1日、東映）
- 弾痕（1969年、東宝）
- 赤頭巾ちゃん気をつけて（1970年、東宝） - 小林
- 父ちゃんのポーが聞える（1971年、東宝）
- 曼陀羅（1971年、ATG） - 守
- 夜の診察室（1971年、大映） - 中沢和彦
- 蜘蛛の湯女（1971年、大映）
- にっぽん三銃士（東宝）- 青シャツ
  - にっぽん三銃士 おさらば東京の巻（1972年）
  - にっぽん三銃士 博多帯しめ1本どっこの巻（1973年）
- 二十歳の原点（1973年、東京映画）- 中村
- 野獣狩り（1973年、東宝） - 綾小路雅也
- 夕映えに明日は消えた（1973年、東京映画）[注釈 1]
- ロスト・ラブ あぶら地獄（1974年、日活） - 夏目順一
- 東京湾炎上（1975年、東宝） - 片山機関士[6]
- はつ恋（1975年、東宝）
- 歌麿 夢と知りせば（1977年、日本ヘラルド映画） - 郡主膳
- 海峡（1982年、東宝）
- エル・オー・ヴィ・愛・N・G（1983年、東宝）
- しのぶの明日（1984年、日本ヘラルド映画）

### 吹き替え
- 水曜ロードショー （日本テレビ）
  - クレオパトラ - ロディ・マクドウォール
  - ボルサリーノ - ライオネル・ヴァトラン
  - ボルサリーノ2 - ライオネル・ヴァトラン
  - 突破口! - アンディ・ロビンソン
  - ウォリアーズ - マイケル・ベック